# Macrotus waterhousii
Macrotus waterhousii (Gray, 1843) è un pipistrello della famiglia dei Fillostomidi diffuso nell'America centrale e nei Caraibi.

## Descrizione

### Dimensioni
Pipistrello di piccole dimensioni, con la lunghezza della testa e del corpo tra 54 e 67 mm, la lunghezza dell'avambraccio tra 45 e 58 mm, la lunghezza della coda tra 25 e 41 mm, la lunghezza del piede tra 12 e 16 mm, la lunghezza delle orecchie tra 25 e 34 mm e un peso fino a 19 g.

### Aspetto
La pelliccia è lunga. Le parti dorsali sono bruno-grigiastre o bruno-rossastre con la base dei peli bianca, mentre le parti ventrali sono grigio chiare. Il muso è corto, fornito di una foglia nasale eretta e lanceolata e di un cuscinetto triangolare attraversato da un solco longitudinale sul mento. Le orecchie sono brandi, con i margini ricoperti di peli, con l'estremità arrotondata ed unite alla base da una membrana cutanea. Il trago è lanceolato. Le membrane alari sono corte, larghe e semi-trasparenti. La coda è lunga e si estende leggermente oltre l'uropatagio.

## Biologia

### Comportamento
Si rifugia in singolarmente o in colonie fino a 500 individui all'interno di grandi grotte, gallerie minerarie e occasionalmente in edifici. Si sposta sulle pareti con le sole zampe, differentemente dagli altri pipistrelli che utilizzano anche i pollici. L'attività predatoria inizia 1-2 ore dopo il tramonto, con una seconda attività circa due ore prima dell'alba. Il volo è lento e manovrato.

### Alimentazione
Si nutre di insetti e frutta, catturati solitamente a meno di un metro dal suolo.

### Riproduzione
Femmine gravide sono state catturate nel mese di marzo su Cuba. Danno alla luce un piccolo alla volta all'anno.

## Distribuzione e habitat
Questa specie è diffusa dal Messico fino al Guatemala e nelle Grandi Antille.
Vive zone semi-aride, più raramente nelle foreste sempreverdi di pianura metri di altitudine fino a 1.400 metri di altitudine.

## Tassonomia
Sono state riconosciute 6 sottospecie:
- M.w.waterhousii: Hispaniola, Isole Bahamas meridionali: Great Inagua;
- M.w.bulleri (H. Allen, 1890): dagli stati messicani di Sinaloa e Durango fino a Jalisco ed Hidalgo a sud-est;
- M.w.compressus (Rehn, 1904): Isole Bahamas settentrionali: Andros, Eleuthera;
- M.w.jamaicensis (Rehn, 1904): Giamaica;
- M.w.mexicanus (Saussure, 1860): Messico meridionale, Guatemala settentrionale;
- M.w.minor (Gundlach, 1864): Cuba, Isola della Gioventù, Grand Cayman.

## Conservazione
La IUCN Red List, considerato il vasto areale, la popolazione presumibilmente numerosa, la presenza in diverse aree protette e la tolleranza alle modifiche ambientali, classifica M.waterhousii come specie a rischio minimo (Least Concern)).